# U.S. Route 26
L'U.S. Route 26 è un'autostrada degli Stati Uniti in direzione est-ovest. Inizia a Ogallala, Nebraska, e gradualmente cresce fino a raggiungere la West Coast nell'Oregon. Quando il sistema autostradale degli Stati Uniti fu definito per la prima volta, fu limitato al Nebraska e al Wyoming; negli anni 1950 continuò in Idaho e Oregon. Il capolinea orientale dell'autostrada si trova a Ogallala, Nebraska, all'incrocio con l'Interstate 80. Il capolinea occidentale si trova a sud di Seaside, Oregon, all'incrocio con l'U.S. Route 101. Prima del 2004, le ultime 20 miglia (32 km) del percorso sono state co-firmate con l'U.S. Route 101 dallo svincolo autostradale a sud di Seaside fino a nord di Astoria dove la sua intersezione con l'U.S. Route 30 era anche il capolinea occidentale dell'U.S. 30.
Gran parte dell'autostrada segue il percorso dello storico Oregon Trail. Al suo apice, immediatamente prima dell'istituzione dell'Interstate Highway System, l'US 26 aveva una lunghezza di 1 257 miglia (2 506 km) e terminava ad Astoria, Oregon.